# RS-324
Pour les articles homonymes, voir Route 324.
La RS-324 est une route locale qui traverse le Nord-Ouest de l'État du Rio Grande do Sul qui commence à l'embranchement avec la BR-158/386, dans la municipalité d'Iraí, et s'achève à la jonction avec la BR-470, sur le territoire de la commune de Nova Prata. C'est un important élément du lien entre les villes de Passo Fundo et Bento Gonçalves. Aujourd'hui, à cause de la négligence des gouvernements, elle se trouve pratiquement détruite, tout particulièrement sur le tronçon entre Vila Maria et Casca, où les conditions de circulation sont plus que précaires. À partir de Nova Prata, elle rejoint Bento Gonçalves par la BR-470.
Elle dessert Iraí, Planalto, Gramado dos Loureiros, Trindade do Sul, Três Palmeiras, Ronda Alta, Passo Fundo, Maraú, Vila Maria, Casca, Paraí, Nova Araçá, Nova Bassano et Nova Prata.
Elle a une longueur de 298,400 km.